# 江刺体育文化会館
江刺体育文化会館（えさしたいいくぶんかかいかん）は、岩手県奥州市の文化施設。愛称はささらホール。2025年（令和7年）3月末で閉館となる。

## 概要
奥州市が合併する前の旧江刺市が1969年（昭和44年）8月に建てた江刺市民体育館を、1988年（昭和63年）7月に大規模改修して移動席と階段固定席で最大970人規模のホールとして整備した施設である。鉄筋コンクリート造（一部鉄骨造）地上3階で、大ホール（固定席600席、移動席370席、合計970席）、会議室1室、楽屋3室からなる。
1989年（平成元年）にホールの運営支援や市民による文化事業を目的とする市民組織「スタッフ E」が設立された。さらに2001年（平成13年）10月に市民組織「江刺ルネッサンスの会」が結成され、文化事業や市民文化活動が展開された。
2006年（平成18年）4月に指定管理者制度を導入し、NPO法人いわてルネッサンス・アカデミアが指定管理者となった。
2007年度（平成19年度）からは住民参加型の演劇公演「奥州市民☆文士劇」を開催。2011年（平成23年）1月の4回目の公演では高橋克彦の歴史小説『炎立つ』を舞台化し、キャスト75人、スタッフと合わせて160人が参加した。
2023年（令和5年）4月1日に奥州市直営での管理運営に移行しており、2025年（令和7年）3月末で閉館となる予定である。

## 周辺
- 岩谷堂地区センター
- 奥州市立江刺図書館
- 奥州市江刺総合支所